# Sea of Thieves
Sea of Thieves — кооперативная многопользовательская компьютерная игра в жанре action-adventure с пиратской тематикой, разработанная компанией Rare и издаваемая Xbox Game Studios. Выход игры состоялся 20 марта 2018 года. Игра вышла на платформах Xbox One, Xbox Series X/S, PlayStation 5 и Windows.
События игры происходят в вымышленном регионе «Море воров» в Карибском море. Игрокам предлагается исполнять роль пиратов, исполнять как задания различных фракций игры, так и свободно плавать в открытом мире на различных типах кораблей от первого лица. Большинство контента в игре доступно на серверах с другими игроками, с ними можно соперничать или сотрудничать.
Игра входит в программу Xbox Play Anywhere и подписку Xbox Game Pass от Microsoft.

## Разработка
Игра была анонсирована на E3 2015 эксклюзивно для Xbox One. Но уже на конференции gamescom того же года издатель игры Microsoft подтвердила выход игры для PC. Решение отказаться от эксклюзивности для консолей связано с решением Microsoft о создании единой игровой платформы между Xbox One и PC.
Первоначальная дата выхода была запланирована на 2016 год, но позже было объявлено о переносе на 2017. В итоге дату релиза сдвинули на начало 2018 года.
В декабре 2016 года компания Rare запустила программу Sea of Thieves Insider Programme, в рамках которой происходил отбор игроков для участия в альфа и бета-тестировании.
На конференции Gamescom 2017 разработчики, в лице исполнительного продюсера Джо Нита, официально подтвердили наличие в игре кроссплатформенного мультиплеера для Xbox One и Windows 10. После конференции руководитель версии для PC Тед Тимминс уточнил, что работа над кроссплатформенной игрой началась с самого старта разработки и режим будет доступен сразу во всей игре без ограничений.
«Anniversary Update» был выпущен в апреле 2019 года, добавив в игру большое количество нового контента, включая режим истории и режим «Арена». В сентябре 2019 года в игру был добавлен магазин, позволяющий игрокам покупать виртуальные монеты, которые можно использовать для покупки игровых косметических предметов.
В начале июня 2020 года игра также вышла в Steam.

## Отзывы и награды
| Сводный рейтинг    | Сводный рейтинг           |
| Агрегатор          | Оценка                    |
| ------------------ | ------------------------- |
| GameRankings       | 67,68 %                   |
| Metacritic         | (PC) 68/100 (XONE) 69/100 |
| Иноязычные издания |                           |
| Издание            | Оценка                    |
| Destructoid        | 6,5/10                    |
| EGM                | 6/10                      |
| Game Informer      | 7/10                      |
| GameRevolution     | [ 28 ]                    |
| GameSpot           | 6/10                      |
| GamesRadar+        | [ 30 ]                    |
| IGN                | 7,0/10                    |
| PC Gamer (US)      | 72/100                    |
| Polygon            | 6,5/10                    |
| VideoGamer         | 6/10                      |

Sea of Thieves получил «средние или смешанные» оценки критиков, согласно сайту-агрегатору Metacritic. Многие отмечают, что в игре недостаточное количество контента, и не понимают решение Rare продавать игру по столь высокой цене.
После выпуска большое количество игроков сообщали о проблемах со входом в игру. Крейг Дункан (Craig Duncan), студийный руководитель Rare, а также исполнительный продюсер Джо Нит (Joe Neate) сообщили, что проблемы связаны с тем, что количество игроков в первый день было выше ожидаемого, поэтому пришлось выключить некоторые сервера, чтобы защитить их от сбоев.